# اورژی
اورژی (انگلیسی: Evergy) شرکت برق آمریکایی است، که در سال ۱۹۱۰ تأسیس شد.